# Lionrock
Lionrock to  angielska grupa bigbeatowa powstała  w 1991 roku, w skład której wchodzą: Justin Robertson, MC Buzz B i Roger Lyons (który w 1998 zastąpił Marka Stagga). Od 1993 grupa związana jest z Deconstruction Records.

## Dyskografia

### Albumy
- An Instinct for Detection (1995)
- City Delirious (1998)

### Single
- Lionrock (1992)
- Packet of Peace (1993)
- Carnival (1993)
- Tripwire (1994)
- Straight At Yer Head (1996)
- Fire Up the Shoeshaw (1996)
- Project Now (1996)
- She's on the Train (1997)
- Wet Roads Glisten (1997)
- Rude Boy Rock (1998)
- Scatter and Swing (1998)